# ジェフリー・カーニー
ジェフリー・マーチン・カーニー（Jeffrey Martin Carney, 1963年 - ）は、アメリカ合衆国の軍人。アメリカ空軍の情報部門に勤務していたが、後にドイツ民主共和国（東ドイツ）の情報機関である国家保安省（シュタージ）のエージェントであったことが明らかになり、有罪判決を受けた。カーニーはコードネーム「キッド」（Kid）あるいは「ウーヴェ」（Uwe）として活動しており、最も成功したシュタージ所属スパイの1人とも言われる。東ドイツ亡命後はイェンス・カーニー（Jens Karney）のドイツ語名を名乗った。

## 経歴
1963年、オハイオ州シンシナティにて生を受ける。
カーニーがアメリカ空軍に入隊したのは1980年12月のことであった。1982年4月から1984年4月まではベルリンのテンペルホーフ中央空港に設置されていた電子保安コマンド（Electronic Security Command）所属の第6912電子保安班（6912th Electronic Security Group）に語学および情報担当者として配属され、
マリエンフェルデの支所（Field Site）で勤務していた。

### 孤立
入隊後間もなくして、カーニーは自らが従事する情報活動や空軍そのものに幻滅を覚えるようになり、何度か退職しようと試みたこともあったという。
やがて彼は職場内で孤独感や疎外感、心理的なストレスに苛まれ、相談する相手も見つけられないまま孤立していった。そして1983年4月某日の深夜、彼は亡命するつもりでチェックポイント・チャーリーを抜けて東ドイツへと入国した。その後、東ドイツ側代表者から「スパイとして協力しない場合、君の上官に通報する」という旨の脅迫を受け、スパイ活動への協力に同意することとなる。
亡命の理由について、かつてはロナルド・レーガン政権への不信感を抱いた為と主張していた。しかし、2013年にBBCが行ったインタビューでは、自らが同性愛者であることを明かし、当時米軍内で同性愛者の排斥が行われていたこと、職場内で邪魔者扱いされていると感じていたことの2つを亡命の理由として挙げている。また、亡命自体はイデオロギーによる行動ではないと語りつつ、一方でNATO軍の大規模演習「エイブル・アーチャー83」を発端とする、いわゆる「1983年の戦争危機」での経験に基づく政府への不信も少なからずあったという。

### スパイ活動
ベルリン・マリエンフェルデの支所に勤務する間、カーニーは何度も東ドイツに渡り、米軍の機密文書のコピーをシュタージへと漏洩させた。1984年、情報・暗号関係の教育部隊が設置されているテキサス州グッドフェロー空軍基地へ技術教官として赴任する。1985年にはメキシコシティおよびリオデジャネイロにてシュタージ側の担当者と会談し、基地内で入手した文書を渡している。当時、アメリカでは東側の大物スパイの摘発が続いており、同年を指す「スパイの年」という言葉も生まれていた。こうした中で東ベルリンから見捨てられる可能性と摘発の恐怖を感じていたカーニーは、メキシコシティの東ドイツ大使館に駆け込んで保護を求めた。その後、彼はキューバ政府の支援を受けてハバナに渡り、さらにプラハを経由して数週間を費やし東ベルリンへと向かった。東ベルリン到着後はシュタージの偵察総局第XI局（北米および在独米軍基地担当）および第III局（国外合法活動担当）のエージェントとなり、米軍将校や米大使館の電話盗聴の任務に従事した。

### 東ドイツでの生活

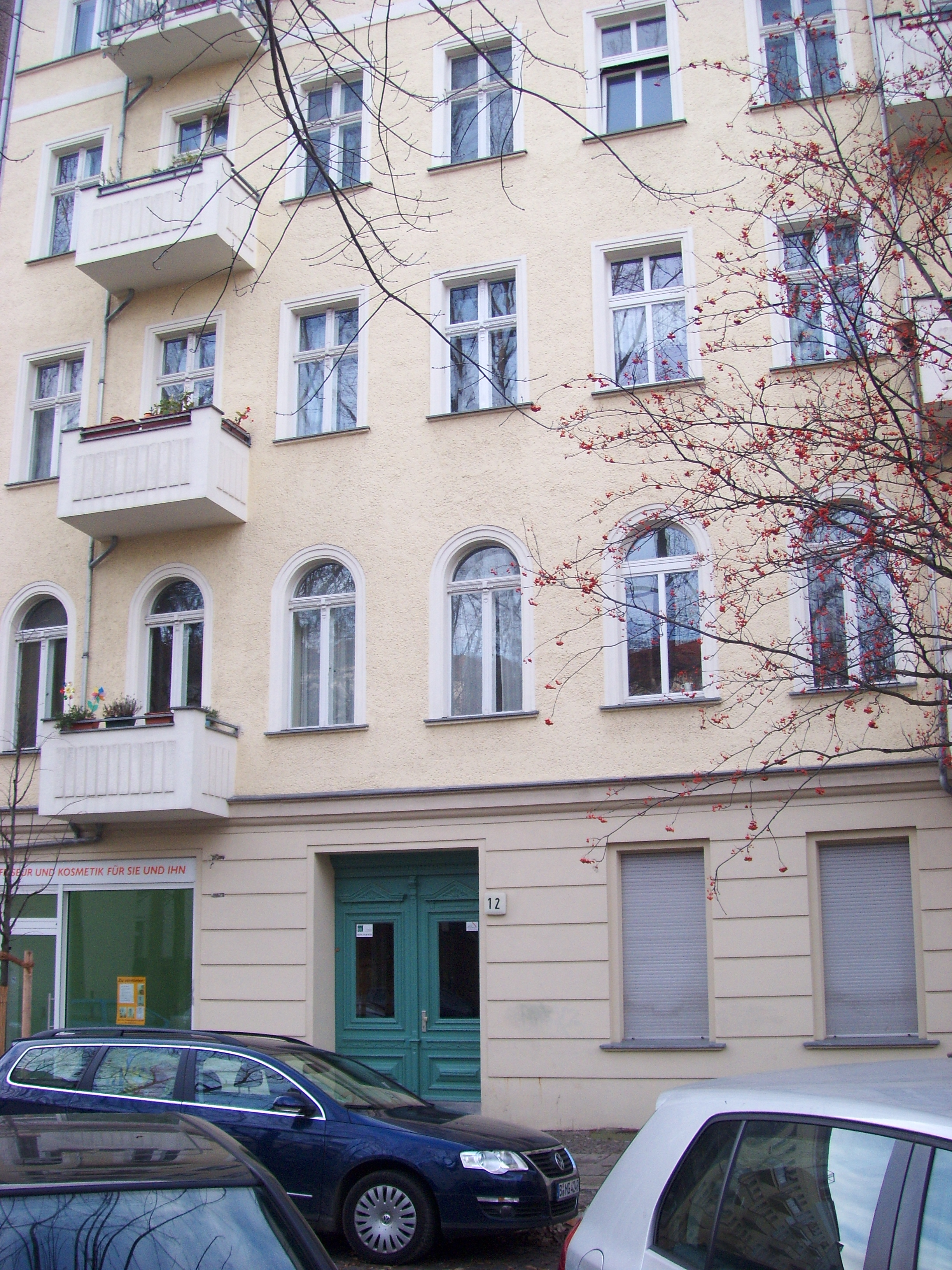
カーニーの自宅があったベルリン＝フリードリヒスハイン、ピンチ通り12番地（2009年11月30日撮影）

東ドイツ政府が彼に発行したパスポートによれば、彼に与えられた東ドイツ市民としての身分は「イェンス・カーニー（Jens Karney）、1963年9月25日生まれ、デッサウ出身」というものであった。
彼はスパイとして活動する中で、100通以上の米軍極秘文書をシュタージやその他の東側諜報機関に流出させた。彼は東ドイツ政府から国家人民軍勤続章銅章、武装同胞メダル金章を授与されている。シュタージの内部文書によれば、彼はソビエト連邦の国家保安委員会（KGB）の元でも任務に付いていたとされ、上官の名前としてKGBのチェブリコフ将軍（Chebrikov）、在独ソ連軍のザイツェフ将軍（Zaitsev）の名前がある。

### 逮捕
1989年11月のベルリンの壁崩壊を経てシュタージが解体された後、彼はベルリンの地下鉄で運転手として働いていた。しかし、海外の研究者やジャーナリストにシュタージの記録文書が公開されると、カーニーの正体も露呈することとなった。1991年4月、彼が2人の元シュタージ情報将校の助けを得て生活している旨の情報提供が行われる。カーニーの空軍軍人としての軍籍は正式な除隊手続きが行われていない為に残されており、逮捕の数ヶ月前には所属が書類上テンペルホーフ中央空港に駐屯する第7359空軍基地班（7350th Air Base Group）へと移されていた。なお、当局も意図していなかったが、第7359班は同年中に湾岸戦争関連の支援任務に参加することとなる。そしてカーニーの所属変更は公的な手続きによって行われていた為、皮肉にも彼は後に監獄の中で第7359班の隊員として国防従軍章を受章したのである。1991年4月22日、旧ソ連占領域でもあるベルリン・フリードリヒスハインピンチ通り12番地の自宅付近にてアメリカ空軍特別捜査局（AFOSI）のエージェントらに逮捕された。逮捕後はテンペルホーフ中央空港にて拘留され、激しい尋問を受けることとなる。この28時間にも渡る尋問の中でカーニーは何度も弁護士を呼んだが認められず、以後は全ての質問に対する一切の解答を拒否していた。この時点でAFOSIおよび米政府諸組織は秘密裏にカーニーの身柄をドイツから米本土に移すことを決定していた。カーニーの逮捕と身柄の送還については、ドイツ政府担当者への断りは一切なく、全て米政府の最高レベルの幹部らによる決定の元で行われた。元在独大使で在欧アメリカ空軍総司令官顧問を務めていたベーノン・ウォルターズもまた、こうした決定を促した人物の1人とされる。
1991年12月、カーニーのスパイ、陰謀、軍からの脱走について有罪判決が下され、懲役38年の刑が言い渡された。彼はバージニア州クアンティコでしばらく服役した後、カンザス州フォート・レブンワースのレブンワース刑務所に送られた。2002年、11年7ヶ月20日間の服役を経て、公判前の合意に基づき釈放される。

### その後
釈放後、カーニーは自らがドイツ人であるとして統一ドイツへの移住を試みた。ところが東ドイツ時代に発行された彼のパスポートは既に有効期限が切れており、統一ドイツ政府当局は新たなパスワードの発行を拒否したのである。以後はオハイオ州に暮らしていると伝えられている。2011年11月、カーニーは空軍の保安評価を目的に自らのスパイとしての生活について纏めた原稿を作成した。2012年7月26日までにこの原稿は整理され、2013年に『Against All Enemies: An American's Cold War Journey』として出版された。

## 関連書籍
- Carney, Jeffrey M. (2013). Against All Enemies: An American's Cold War Journey. CreateSpace Publishing. ISBN 9781482675207